# Rojst (serial telewizyjny)
Rojst – polski serial sensacyjno-kryminalny w reżyserii Jana Holoubka. Pierwsza seria, wyprodukowana przez Showmax oraz Studio Filmowe „Kadr”, emitowana była na platformie internetowej Showmax od 19 sierpnia 2018 do 14 września 2018, a od 21 grudnia 2019 dostępna jest na platformie Netflix. Druga seria, zatytułowana Rojst ’97, została udostępniona w całości na Netfliksie 7 lipca 2021, zaś premiera trzeciej odbyła się 28 lutego 2024.

## Fabuła
Akcja serialu rozgrywa się w niewymienionym z nazwy mieście wojewódzkim w zachodniej Polsce.
Słowo rojst oznacza zbiorowisko roślinnych terenów podmokłych, występujące głównie na Litwie; miejsce podmokłe, niskie i bagniste. Tytułowym bagnem jest bowiem cały świat pokazany w serialu. Bohaterowie z różnych przyczyn grzęzną w paraliżującym ich życie systemie. Szara rzeczywistość przypomina podmokłe grzęzawisko – „im więcej nieprzemyślanych ruchów wykonujesz, tym głębiej możesz się zapaść”.

### Seria I
Jest końcówka 1984 roku, ponury okres PRL, pomiędzy zniesieniem stanu wojennego a rozpoczęciem obrad Okrągłego Stołu.
W lesie, na usytuowanym na obrzeżach miasta osiedlu Gronty, dochodzi do podwójnego, brutalnego morderstwa młodej prostytutki i towarzysza Grochowiaka – miejscowego działacza komunistycznego (PZPR). Milicji Obywatelskiej dość szybko udaje się wytypować oraz ująć sprawcę. W tym samym czasie ma również miejsce samobójstwo pary nastolatków: dziewczyny (córki jednego z opozycjonistów) i chłopaka. Nieoficjalne śledztwo podejmują dwaj dziennikarze regionalnej gazety „Kurier Wieczorny”: doświadczony Witold Wanycz (Andrzej Seweryn) oraz początkujący Piotr Zarzycki (Dawid Ogrodnik), który niedawno przeprowadził się z Krakowa z ciężarną żoną (Zofia Wichłacz). Dziennikarze, badając te sprawy, docierają do sieci lokalnych powiązań, pomiędzy światem przestępczym a przedstawicielami władzy i wymiaru sprawiedliwości. W tle przewija się historia tych ziem z pierwszych lat podrugowojennych.

### Seria II (Rojst ’97)
Latem 1997 roku południowy zachód Polski nawiedziła „powódź tysiąclecia”. W jej wyniku pęka jeden z wałów przeciwpowodziowych. Woda zalewa część miasta oraz las na Grontach, odsłaniając zakopane w nim ludzkie szczątki. Odnalezione zostaje tam również ciało nastoletniego Daniela Gwitta, który szybko uznany zostaje za przypadkową ofiarę żywiołu. Śledztwo w sprawie śmierci chłopca prowadzą: sierżant Anna Jass (Magdalena Różczka) – tymczasowo delegowana policjantka z Warszawy – oraz miejscowy policjant starszy sierżant Adam Mika (Łukasz Simlat). W tym samym czasie do miasta wraca Piotr Zarzycki, aby objąć funkcję redaktora naczelnego „Kuriera Wieczornego”. Witold Wanycz powraca wspomnieniami do wydarzeń na Grontach sprzed ponad 50 lat, których był uczestnikiem.

### Seria III (Rojst Millenium)
Jesień 1999 roku. W przeddzień przejścia na emeryturę starszy sierżant Adam Mika próbuje rozwiązać sprawę romskiej dziewczyny, domniemanej ofiary uprowadzenia. Tymczasem w mieście pojawia się jego dawna znajoma, sierżant Anna Jass, która trafia do miejscowego szpitala po nieudanej akcji policji zakończonej strzelaniną. Jass dzięki swojemu romskiemu pochodzeniu nawiązuje kontakt z poszkodowaną i angażuje się w wyjaśnienie sprawy. Na tym jednak się nie kończy. W międzyczasie dochodzi do zaginięcia Wandy, córki redaktora Zarzyckiego. Dręczona wyrzutami sumienia z powodu śmierci matki Wandy sierżant Jass decyduje się pomóc w odnalezieniu zaginionej. W dniu swoich urodzin zamordowany zostaje kierownik hotelu Centrum (Piotr Fronczewski / Filip Pławiak). W tle jego tragicznej śmierci przewija się sprawa tajemniczego listu sprzed 30 lat adresowanego do redaktora Wanycza oraz historia syna kierownika, którego poszukuje tajemniczy przybysz, Stefan Jassijej (Janusz Gajos / Tomasz Schuchardt). Podczas wykopalisk na Grontach odnalezione zostają zwłoki młodej Polki. Pomimo dowodów, iż kobieta zginęła w latach 60., miejscowa prokuratura nagłaśnia sprawę przedstawiając ją jako ofiarę zbrodni nazistowskich. Asesor Kinga Matwiejska (Marianna Gierszewska) wraz z sierżantem Małeckim (Michał Pawlik) prowadzą własne śledztwo w tej sprawie.

## Obsada

### Seria I
- Andrzej Seweryn – Witold Wanycz, dziennikarz
- Dawid Ogrodnik – Piotr Zarzycki, dziennikarz
- Zofia Wichłacz – Teresa Zarzycka, żona Piotra
- Ireneusz Czop – prokurator Andrzej Warecki
- Zbigniew Waleryś – Zbigniew Bryński, redaktor naczelny „Kuriera Wieczornego”
- Piotr Fronczewski – kierownik hotelu Centrum
- Agnieszka Żulewska – prostytutka Nadia
- Michał Kaleta – Kazimierz Drewicz, ojciec Justyny
- Tomasz Schimscheiner – patolog Maryjański
- Dariusz Chojnacki – dziennikarz Kolędowicz
- Magdalena Walach – Helena Grochowiak, żona Grochowiaka
- Jacek Beler – milicjant Marek Kulik
- Jan Cięciara – Karol Wroński
- Nel Kaczmarek – Justyna Drewicz
- Gabriela Muskała – Magda Drewicz, matka Justyny
- Artur Steranko – Wroński, ojciec Karola
- Zdzisław Wardejn – Jakowski, sierżant Milicji Obywatelskiej
- Ewelina Starejki – Aleksandra Muszyńska
- Marek Dyjak – rzeźnik Józef Haśnik
- Wojciech Machnicki – prominentny działacz PZPR, ojciec Piotra Zarzyckiego
- Janusz Łagodziński – dziennikarz Warwas

### Seria II (Rojst ’97)
- Andrzej Seweryn – Witold Wanycz, dziennikarz
- Dawid Ogrodnik – Piotr Zarzycki, dziennikarz
- Zofia Wichłacz – Teresa Zarzycka, żona Piotra
- Ireneusz Czop – prokurator Andrzej Warecki
- Zbigniew Waleryś – Zbigniew Bryński, redaktor naczelny „Kuriera Wieczornego”
- Piotr Fronczewski – kierownik hotelu Centrum
- Agnieszka Żulewska – prostytutka Nadia
- Michał Kaleta – Kazimierz Drewicz, ojciec Justyny
- Tomasz Schimscheiner – patolog Maryjański
- Dariusz Chojnacki – dziennikarz Kolędowicz
- Magdalena Różczka – policjantka sierżant Anna Jass
- Łukasz Simlat – policjant starszy sierżant Adam Mika
- Gina Stiebitz – Elza Koepke
- Krzysztof Oleksyn – Witold Wanycz w młodości
- Mirosław Kropielnicki – Józef Kielak
- Marcin Bosak – Jacek Dobrowolski
- Michał Pawlik – policjant Jarek Małecki
- Wanda Marzec – Wanda Zarzycka, córka Teresy i Piotra
- Franciszek Przanowski – Daniel Gwitt
- Zuzanna Grabowska – Ewa Gwitt
- Łukasz Lewandowski – Mirosław Gwitt
- Artur Dziurman – policyjny komendant
- Julian Świeżewski – Kamil Zacharczenko „Raptor”
- Vanessa Aleksander – Joanna Drewicz, córka Kazimierza
- Anna Dereszowska – Hanna, ciotka Wanycza
- Łukasz Garlicki – Warecki
- Piotr Trojan – Darek
- Mariusz Jakus – Krzysztof Jaszczerski „Jaszczur”

### Seria III (Millenium)
- Andrzej Seweryn – Witold Wanycz, dziennikarz
- Dawid Ogrodnik – Piotr Zarzycki, dziennikarz
- Zofia Wichłacz – Teresa Zarzycka, żona Piotra
- Piotr Fronczewski – kierownik hotelu Centrum
- Magdalena Różczka – policjantka sierżant Anna Jass
- Łukasz Simlat – policjant starszy sierżant Adam Mika
- Filip Pławiak – kierownik hotelu w młodości
- Agnieszka Żulewska – Nadia
- Vanessa Aleksander – Joanna Drewicz, córka Kazimierza
- Wanda Marzec – Wanda Zarzycka, córka Teresy i Piotra
- Marcin Bosak – Jacek Dobrowolski
- Michał Pawlik – policjant Jarek Małecki
- Mikołaj Chroboczek – policjant Norbert
- Artur Dziurman – policyjny komendant
- Tomasz Schimscheiner – patolog Maryjański
- Janusz Gajos – Stefan Jassijej
- Tomasz Schuchardt – Stefan Jassijej w młodości
- Ewelina Starejki – Donata Muszyńska „Muszka”
- Sylwia Gola – Donata Muszyńska „Muszka” w młodości
- Konrad Eleryk – Zbigniew Grochowiak
- Tomasz Sapryk – Szustak, kierownik hotelu Central
- Piotr Głowacki – prokurator Zbigniew Leśniak
- Marianna Gierszewska – asesor Kinga Matwiejska
- Wojciech Kalarus – Marian Hanys
- Maria Kania – Viola Wasiak
- Michalina Łabacz – żona Stefana Jassijeja
- Antoni Sałaj – Witold Wanycz w młodości

## Spis serii
| Seria | Seria | Odcinki   | Premiera serii   | Finał serii      | Platforma |
| ----- | ----- | --------- | ---------------- | ---------------- | --------- |
|       | 1.    | 1–5 (5)   | 19 sierpnia 2018 | 14 września 2018 | Showmax   |
|       | 2.    | 6–11 (6)  | 7 lipca 2021     | 7 lipca 2021     | Netflix   |
|       | 3.    | 12–17 (6) | 28 lutego 2024   | 28 lutego 2024   | Netflix   |

## Produkcja
Jeden odcinek produkcji kosztował około 1,5 mln złotych.
Zdjęcia do serialu powstawały m.in. w:
- Katowicach: bloki mieszkalne przy ulicy Gdańskiej (Osiedle Zadole), Hotel Silesia (w filmie Hotel Centrum) przy ulicy księdza Piotra Skargi (Śródmieście), przy stadionie GKS Katowice (ośrodek sportowy) (Dąb), przy Hali Spodek;
- Raciborzu: dworzec kolejowy Racibórz;
- Zabrzu: dawny Areszt Śledczy przy ul. Sądowej i kamienica przy ulicy Jana Zamoyskiego;
- Warszawie: Wybrzeże Kościuszkowskie (Sąd Rejonowy), budynek dawnej Węgierskiej Ekspozytury Handlowej w Warszawie (redakcja „Kuriera Wieczornego”);
- Wałbrzychu: plac Bohaterów Pracy, ulica gen. Józefa Zajączka, ulica Józefa Pankiewicza (popowodziowe ulice);
- Świdnicy: Osiedle Zawiszów, ulica Okrężna, ulica Świętej Jadwigi, zakład produkcyjny na ulicy Waleriana Łukasińskiego;
- Częstochowie: ulica Jasnogórska, ulica Jerzego Waszyngtona, ulica gen. Jana H. Dąbrowskiego; dworzec kolejowy Częstochowa
- Wrocławiu;
- Głuszycy
- Legnicy: Kino Ognisko jako Hotel, skrzyżowanie ul. Kartuskiej z ul. Łąkową, ul. Daszyńskiego i ul. Dmowskiego.

## Reakcja na serial
Portal telemagazyn.pl przyznał serialowi ocenę 8/10. Portal onet.pl w swojej recenzji w dziale kultura pochwalił serial za realizm w oddaniu klimatu lat 80 XX w.

## Utwory muzyczne wykorzystane w serialu
W warstwie muzycznej serialu wykorzystano między innymi utwory: zespołu Rezerwat (Zaopiekuj się mną), Andrzeja Rybińskiego (Nie liczę godzin i lat), Klaus Mitffoch (Strzeż się tych miejsc), Krystyny Prońko (Jesteś lekiem na całe zło), Dżambli (Wymyśliłem Ciebie), Banku (Psychonerwica), A_GIM i Moniki Brodki (Wszystko czego dziś chcę – cover utworu Izabeli Trojanowskiej), Maanam (Boskie Buenos), Perfect (Coś dzieje się w mej biednej głowie), Sztywny Pal Azji (Wieża radości, Wieża samotności), Kryzys (Święty szczyt), Republika (Sexy Doll), Kaliber 44 (Moja obawa).